# Trinidadi sávos fapók
A trinidadi sávos fapók (Psalmopoeus cambridgei) a madárpókfélék (Theraphosidae) családjába tartozó nagyméretű pókfaj, melyet világszerte előszeretettel tartanak hobbiállatként.

## Megjelenése
Karcsú testalkatú, díszes rajzolatú madárpók. Alapszíne barna, megfelelő fényviszonyok között lábai fémes fényűek.

A hímek kisebbek és nyúlánkabbak a nőstényeknél, melyek teste nagyobb és zömökebb. A nőstények lábfesztávolsága elérheti a 24 cm-t is.

## Életmódja
A faj eredeti élőhelye Trinidad.

Falakó madárpók. Az esőerdei fákon él, üregeit a fa odvai, gyökerei között alakítja ki.

Táplálékul főként repülő rovarok, esetleg kisebb madarak szolgálnak számára. Táplálékát képes hatalmas ugrásokkal megragadni.
Mérge az úgynevezett psalmotoxin, amelynek jelentősége a vadászat során még tisztázatlan. A mérget jelenleg nem használják terápiás célokra, de a hatása mélyebb megismerése után értékes lehet a stroke kockázatának csökkentésében és a glioma kezelésében. A jövőben hasznos lehet a szorongásoldó és fájdalomcsillapító hatása is.

## Tartása
Falakó pók lévén mindenképp toronyterráriumra van szüksége, hisz elsősorban vertikális mozgások jellemzők rá. Hosszú ágakat is biztosítani kell számára.

Nincs szüksége vastag talajtakaróra, viszont a talaj egyes elemeit gyakran felhasználja odva kialakításához.

Éjjel-nappal vadászik, mindenféle táplálékot elfogyaszt, akár a repülő legyet is képes elfogni.

Hőmérsékletre és páratartalomra nézve tágtűrésű, 22-28 °C hőmérséklet és 70-80% közötti páratartalom megfelelő számára. (Azonban vedlés előtt és vedléskor magas páratartalmat igényel!)

Nem mondható szelíd fajnak, de ok nélkül nem támad. Ennek ellenére nem ajánlott kivenni a terráriumból, mert rendkívül gyorsan fut és hatalmasat ugrik.